# 粗柄毛冷蕨
粗柄毛冷蕨（学名：Cystopteris tenuisecta）为蹄蓋蕨科冷蕨屬下的一个种。

## 扩展阅读
- 維基物種上的相關：粗柄毛冷蕨